# Jay Barrs
Jack Leonard Barrs Jr. (ur. 17 lipca 1962 w Jacksonville) – amerykański łucznik sportowy. Dwukrotny medalista olimpijski z Seulu.
W Seulu w 1988 wywalczył tytuł mistrza olimpijskiego w rywalizacji indywidualnej, a wspólnie z Rickiem McKinneyem i Darrellem Pace’em zajął drugie miejsce w rywalizacji drużynowej. Brał udział w IO 92. Sześć razy stał na podium mistrzostw świata. Wielokrotnie zdobywał tytuły mistrza Stanów Zjednoczonych.

## Starty olimpijskie (medale)
Seul 1988
- konkurs indywidualny –  złoto
- konkurs drużynowy –  srebro